# Campeonato Mundial de Karate de 2004
El Campeonato Mundial de Karate de 2004 fue la edición número 17 del torneo de karate más importante del mundo. Se desarrolló en la ciudad de Monterrey en México, siendo la segunda oportunidad en que este torneo se organiza en dicho país ya que en 1990 se desarrolló en Ciudad de México. Los participantes franceses obtuvieron un total de 10 medallas, sin embargo el primer lugar del medallero lo obtuvo Japón ya que sus atletas lograron la suma de 4 medallas de oro.
Este campeonato se disputó desde el 18 al 21 de noviembre de 2004 y participaron deportistas de 80 países.

## Resultados

### Resultados individuales

#### Kata
| Posición | País      | Deportista        |
| -------- | --------- | ----------------- |
| 1        | Italia    | Luca Valdesi      |
| 2        | Perú      | Akio Tamashiro    |
| 3        | Venezuela | Antonio Díaz      |
| 3        | Canadá    | Toshihide Uchiage |

| Posición | País      | Deportista        |
| -------- | --------- | ----------------- |
| 1        | Japón     | Atsuko Wakai      |
| 2        | Francia   | Myriam Szkudlarek |
| 3        | Brasil    | Alessandra Caribe |
| 3        | Venezuela | Yohana Sánchez    |

#### Kumite

##### Kumitemasculino
| Posición | País       | Deportista          |
| -------- | ---------- | ------------------- |
| 1        | Inglaterra | Paul Newby          |
| 2        | Irán       | Hossein Rouhani     |
| 3        | Rusia      | Yuriy Kalashnikov   |
| 3        | España     | David Luque Camacho |

| Posición | País      | Deportista         |
| -------- | --------- | ------------------ |
| 1        | Venezuela | Luis Plumacher     |
| 2        | Hungría   | Adam Kovács        |
| 3        | Francia   | Alexandre Biamonti |
| 3        | Argentina | Lucio Martínez     |

| Posición | País                 | Deportista                  |
| -------- | -------------------- | --------------------------- |
| 1        | Japón                | Shinji Nagaki               |
| 2        | Bosnia y Herzegovina | Mensur Cakić                |
| 3        | Rusia                | Sayguidmagomed Shakhrudinov |
| 3        | España               | Oscar Vázquez Martins       |

| Posición | País        | Deportista                |
| -------- | ----------- | ------------------------- |
| 1        | España      | Davíd Santana Vega        |
| 2        | Grecia      | Konstantinos Papadopoulos |
| 3        | El Salvador | Klaudio Farmadin          |
| 3        | Turquía     | Yavuz Karamollaoglu       |

| Posición | País           | Deportista       |
| -------- | -------------- | ---------------- |
| 1        | Turquía        | Zeynel Celik     |
| 2        | Países Bajos   | Daniel Sabanovic |
| 3        | Francia        | Yann Baillon     |
| 3        | Estados Unidos | John Fonseca     |

| Posición | País       | Deportista         |
| -------- | ---------- | ------------------ |
| 1        | Rusia      | Aleksandr Guerunov |
| 2        | Inglaterra | Leon Walters       |
| 3        | Dinamarca  | Thomas Bjuring     |
| 3        | Croacia    | Alen Zamlic        |

| Posición | País       | Deportista         |
| -------- | ---------- | ------------------ |
| 1        | Inglaterra | Rory Daniels       |
| 2        | Francia    | Seydina Balde      |
| 3        | Irán       | Mehran Behnamfar   |
| 3        | Italia     | Stefano Maniscalco |

##### Kumitefemenino
| Posición | País           | Deportista                        |
| -------- | -------------- | --------------------------------- |
| 1        | Japón          | Tomoko Araga                      |
| 2        | Guatemala      | Cheili Carolina González Castillo |
| 3        | Alemania       | Kora Knuehmann                    |
| 3        | Estados Unidos | Shannon Nishi                     |

| Posición | País     | Deportista              |
| -------- | -------- | ----------------------- |
| 1        | México   | Yadira Lira             |
| 2        | Francia  | Nathalie Leroy          |
| 3        | España   | Noelia Fernández Alonso |
| 3        | Alemania | Alexandra Kurtz         |

| Posición | País           | Deportista       |
| -------- | -------------- | ---------------- |
| 1        | Estados Unidos | Elisa Au         |
| 2        | Países Bajos   | Vanesca Nortan   |
| 3        | Francia        | Laurence Fischer |
| 3        | Hungría        | Zsuzsanna Klima  |

| Posición | País           | Deportista      |
| -------- | -------------- | --------------- |
| 1        | Estados Unidos | Elisa Au        |
| 2        | Alemania       | Nadine Ziemer   |
| 3        | Hungría        | Zsuzsanna Klima |
| 3        | Países Bajos   | Vanesca Nortan  |

### Resultados por equipo

#### Kata
| Posición | País    |
| -------- | ------- |
| 1        | Italia  |
| 2        | Japón   |
| 3        | Francia |
| 3        | México  |

| Posición | País    |
| -------- | ------- |
| 1        | Japón   |
| 2        | Francia |
| 3        | Brasil  |
| 3        | España  |

#### Kumite
| Posición | País    |
| -------- | ------- |
| 1        | Francia |
| 2        | España  |
| 3        | Italia  |
| 3        | Rusia   |

| Posición | País     |
| -------- | -------- |
| 1        | Turquía  |
| 2        | España   |
| 3        | Alemania |
| 3        | Francia  |

## Medallero
Un total de 24 países lograron obtener alguna medalla y 10 lograron una medalla de oro, incluido el país anfitrión.
| Medallero |                      |     |       |        |       |
| Posición  | País                 | Oro | Plata | Bronce | Total |
| 1         | Japón                | 4   | 1     | 0      | 5     |
| 2         | Inglaterra           | 2   | 1     | 0      | 3     |
| 3         | Estados Unidos       | 2   | 0     | 2      | 4     |
| 3         | Italia               | 2   | 0     | 2      | 4     |
| 5         | Turquía              | 2   | 0     | 1      | 3     |
| 6         | Francia              | 1   | 4     | 5      | 10    |
| 7         | España               | 1   | 2     | 4      | 7     |
| 8         | Rusia                | 1   | 0     | 3      | 4     |
| 9         | Venezuela            | 1   | 0     | 2      | 3     |
| 10        | México               | 1   | 0     | 1      | 2     |
| 11        | Países Bajos         | 0   | 2     | 1      | 3     |
| 12        | Alemania             | 0   | 1     | 3      | 4     |
| 12        | Hungría              | 0   | 1     | 2      | 3     |
| 14        | Irán                 | 0   | 1     | 1      | 2     |
| 15        | Bosnia y Herzegovina | 0   | 1     | 0      | 1     |
| 15        | Grecia               | 0   | 1     | 0      | 1     |
| 15        | Guatemala            | 0   | 1     | 0      | 1     |
| 15        | Perú                 | 0   | 1     | 0      | 1     |
| 19        | Brasil               | 0   | 0     | 2      | 2     |
| 20        | Argentina            | 0   | 0     | 1      | 1     |
| 20        | Canadá               | 0   | 0     | 1      | 1     |
| 20        | Croacia              | 0   | 0     | 1      | 1     |
| 20        | Dinamarca            | 0   | 0     | 1      | 1     |
| 20        | El Salvador          | 0   | 0     | 1      | 1     |